# Багиров, Мехти Аббас оглы
Мехти Аббас оглы Багиров (азерб. Mehti Abbas oğlu Bağırov; 1915—2004) — советский, азербайджанский врач-хирург. Народный врач СССР (1984).

## Биография
Родился 20 декабря 1915 года в Нахичевани-на-Араксе (ныне Нахичевань, Нахичеванская АР, Азербайджан) (по другим источникам — в селе Тазакенд (ныне Бабек) Нахичеванского уезда Эриванской губернии).
В 1941 году окончил Азербайджанский медицинский институт. Диплом врача получил 22 июня. А уже на следующий день был отправлен на фронт. В период боёв 24—25 июня 1944 года за деревню Веричев организовал оказание медицинской помощи непосредственно в боевых порядках танков. Сам лично двигался за боевыми машинами. Лично извлекал раненых из подбитых машин на поле боя. Всего извлек 16 раненых и оказал первую помощь тут же на поле боя. Кроме этого эвакуировал с поля боя 14 человек сапёр, которые были ранены при проделывании проходов в минных полях.
С 1946 года — ординатор, заведующий хирургическим отделением Республиканской больницы имени Н. Нариманова. С 1959 года — главный хирург Министерства здравоохранения Нахичеванской АССР
Умер 27 марта 2004 года в Нахичевани.

## Награды и звания
- Заслуженный врач Азербайджанской ССР (1956)
- Народный врач СССР (1984)
- Кандидат медицинских наук (1973)
- Орден Ленина
- Орден Красной Звезды
- Орден Дружбы народов
- Орден Отечественной войны I степени
- Медаль «За отвагу»